# Papinski legat
Papinski legat ili apostolski legat kao izaslanik i veleposlanik Vatikana zastupa papu te djeluje u njegovo ime. Imenuje ga sam papa. Naziv dolazi od latinskog legatus, što znači "zastupnik", "veleposlanik", "glasnik". U srednjem vijeku predstavljao je i zastupao interese papâ na kraljevskom dvorovima. Legat je također mogao donijeti organizacijske odluke, primjerice za osnivanje biskupija i nadbiskupija.

## Vanjske poveznice

### Sestrinski projekti
|  | Zajednički poslužitelj ima još gradiva o temi papinski legat |

### Mrežna mjesta
- LZMK / Hrvatska enciklopedija: legat